# EURO STOXX 50
| EURO STOXX 50  | EURO STOXX 50 |
| Stammdaten     | Stammdaten    |
| -------------- | ------------- |
| Staat          | Eurozone      |
| Börse          | STOXX Ltd.    |
| ISIN           | EU0009658145  |
| WKN            | 965814        |
| Symbol         | SX5E          |
| RIC            | ^STOXX50E     |
| Bloomberg-Code | SX5E <INDEX>  |
| Kategorie      | Aktienindex   |
| Typ            | Kursindex     |
| Familie        | EURO STOXX    |

Der EURO STOXX 50 ist ein Aktienindex, der sich aus 50 großen, börsennotierten Unternehmen des Euro-Währungsgebiets zusammensetzt. Er gilt als eines der führenden Börsenbarometer Europas. Zu unterscheiden ist er vom STOXX Europe 50, der auch europäische Unternehmen außerhalb der Eurozone enthält.

## Berechnung
Es wird sowohl ein Kursindex (ISIN EU0009658145) als auch ein Performanceindex (ISIN EU0009658152) berechnet. Konvention ist, dass ohne Namenszusatz unter EURO STOXX 50 der Kursindex verstanden wird, in dem die Dividenden unberücksichtigt bleiben. Dies ist anders als beim deutschen Aktienindex DAX, bei dem üblicherweise vom Performanceindex die Rede ist.
Die Indexzusammensetzung wird jährlich im September überprüft. Auswahlkriterium ist die Marktkapitalisierung bezogen auf den Streubesitz. Die Gewichtung der Einzelwerte ist bei 10 Prozent gedeckelt. Die Berechnung wird während der STOXX-Ltd.-Handelszeit von 9:00 bis 17:30 Uhr MEZ jede Sekunde aktualisiert.

## Geschichte

### Historischer Überblick

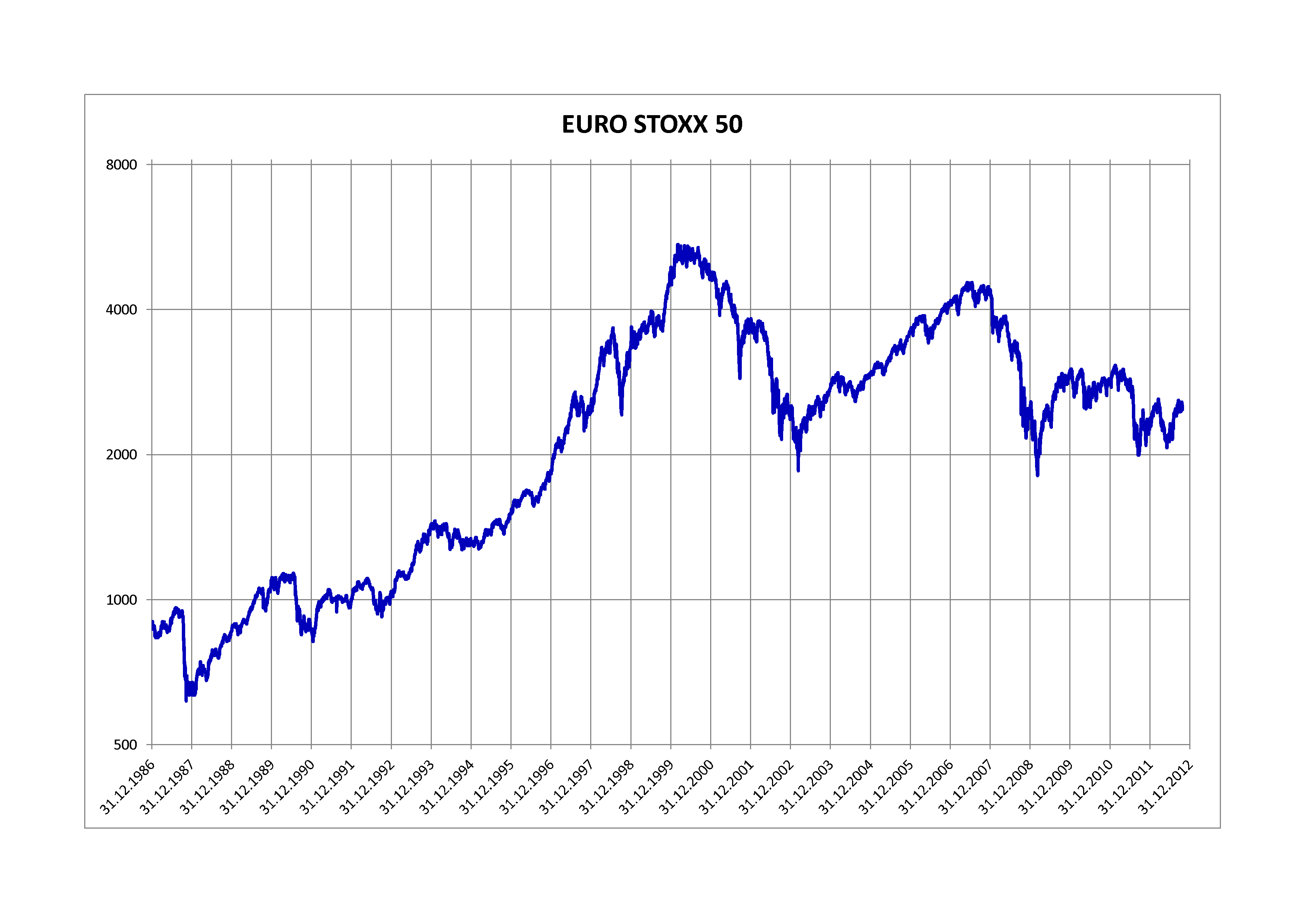
EURO-STOXX-50-Index 1986–2012

Der EURO STOXX 50 wurde am 26. Februar 1998 eingeführt und wird von der STOXX Ltd. in Zürich geführt. STOXX Ltd. ist ein Unternehmen der Deutschen Börse. Als Indexbasis wurden 1000 Punkte am 31. Dezember 1991 gewählt. Eine Rückrechnung wurde bis zum 31. Dezember 1986 vorgenommen.
Meilensteine in der Entwicklung des EURO STOXX 50 waren der 1. August 1989, als der Index erstmals über der 1000-Punkte-Marke schloss und der 23. Januar 1997, als er den Handel zum ersten Mal über der Grenze von 2000 Punkten beendete. In den folgenden Jahren markierte der Index weitere Rekordstände. Am 16. März 1998 schloss der EURO STOXX 50 erstmals über der 3000-Punkte-Marke und am 5. November 1999 zum ersten Mal über der Grenze von 4000 Punkten. Über der Marke von 5000 Punkten beendete der Aktienindex erstmals den Handel am 3. Februar 2000.
Am 6. März 2000 markierte der europäische Leitindex mit einem Schlussstand von 5464,43 Punkten ein Allzeithoch. Nach dem Platzen der Spekulationsblase im Technologiesektor (Dotcom-Blase) fiel der Index bis 12. März 2003 auf einen Tiefststand von 1849,64 Punkten. Das war ein Rückgang seit März 2000 um 66,2 Prozent. Der 12. März 2003 bedeutet das Ende der Talfahrt. Ab Frühjahr 2003 begann der EURO STOXX 50 wieder zu steigen. Bis zum 16. Juli 2007 stieg der Aktienindex auf einen Schlussstand von 4557,57 Punkten.
Im Verlauf der internationalen Finanzkrise, die im Sommer 2007 in der US-Immobilienkrise ihren Ursprung hatte, begann der EURO STOXX 50 wieder zu sinken. Am 6. Oktober 2008 schloss der Index wieder unter der Grenze von 3000 Punkten und am 23. Februar 2009 unter der 2000-Punkte-Marke. Einen neuen Tiefststand erzielte der EURO STOXX 50 am 9. März 2009, als er den Handel mit 1809,98 Punkten beendete. Seit dem 16. Juli 2007 entspricht das einem Rückgang um 60,3 Prozent. Der 9. März 2009 markiert den Wendepunkt der Talfahrt. Ab dem Frühjahr 2009 war der Index wieder auf dem Weg nach oben. Bis zum 18. Februar 2011 stieg er um 69,5 Prozent auf einen Schlussstand von 3068,00 Punkten.
Die Abschwächung der globalen Konjunktur und die Verschärfung der Eurokrise führten zu einem Kurseinbruch des europäischen Leitindex. Am 12. September 2011 beendete der EURO STOXX 50 den Handel bei 1995,01 Punkten. Der Verlust seit dem 18. Februar 2011 beträgt 35,0 Prozent. Die Ankündigung neuer Anleihekaufprogramme der Europäischen Zentralbank und der US-Notenbank in grundsätzlich unbegrenztem Umfang führte zu einer Erholung der Kurse am Aktienmarkt. Die monetären Impulse spielten eine größere Rolle bei der Kursbildung als die weltweite Wirtschaftsabkühlung und die Lage der Unternehmen. Am 11. Januar 2013 schloss der Index bei 2717,79 Punkten und damit um 36,2 Prozent höher als am 12. September 2011. Bis zum Ausbruch der Coronakrise 2020 ging der Kurs wieder auf 3800 Punkte hoch.
Mit der Aktienhausse am Jahresanfang 2025 erreichte der Index nach fast 25 Jahren ein neues Allzeithoch. Das frühere Handelsverlauf-Hoch von 5495,18 am 6. März 2000 wurde mit 5502,11 Punkten am 13. Februar 2025 überboten.
Börsengehandelte Fonds (ETF) auf den EURO STOXX 50 sind sehr verbreitet und gehören zu den günstigsten Fonds. Teilweise betragen die jährlichen Gebühren unter 0,1 Prozent.

### Höchststände
Die Übersicht zeigt die Allzeithöchststände des EURO STOXX 50 als Kursindex (ohne Dividenden) und als Performanceindex (mit Dividenden).
|                                       | Punkte    | Datum                |
| ------------------------------------- | --------- | -------------------- |
| Kursindex im Handelsverlauf           | 5.568,19  | Montag, 3. März 2025 |
| Kursindex auf Schlusskursbasis        | 5.540,69  | Montag, 3. März 2025 |
| Performanceindex auf Schlusskursbasis | 13.219,18 | Montag, 3. März 2025 |

### Meilensteine
Die Tabelle zeigt die Meilensteine des bis 1986 zurückgerechneten EURO STOXX 50.
| Erster Schlussstand über | Schlussstand in Punkten | Datum             |
| ------------------------ | ----------------------- | ----------------- |
| 1000                     | 1006,38                 | 1. August 1989    |
| 1500                     | 1501,94                 | 14. Dezember 1995 |
| 2000                     | 2000,68                 | 23. Januar 1997   |
| 2500                     | 2509,09                 | 4. Juli 1997      |
| 3000                     | 3029,49                 | 16. März 1998     |
| 3500                     | 3506,45                 | 3. Juli 1998      |
| 4000                     | 4014,08                 | 5. November 1999  |
| 4500                     | 4509,37                 | 7. Dezember 1999  |
| 5000                     | 5046,12                 | 3. Februar 2000   |

### Jährliche Entwicklung
Die Tabelle zeigt die jährliche Entwicklung des bis 1986 zurückgerechneten EURO STOXX 50 (Kursindex).
| Jahr | Schlussstand in Punkten | Veränderung in Punkten | Veränderung in % |
| ---- | ----------------------- | ---------------------- | ---------------- |
| 1986 | 900,82                  |                        |                  |
| 1987 | 648,13                  | −252,69                | −28,05           |
| 1988 | 861,36                  | 213,23                 | 32,90            |
| 1989 | 1098,49                 | 237,13                 | 27,53            |
| 1990 | 858,72                  | −239,77                | −21,83           |
| 1991 | 1000,00                 | 141,28                 | 16,45            |
| 1992 | 1033,51                 | 33,51                  | 3,35             |
| 1993 | 1433,34                 | 399,83                 | 38,69            |
| 1994 | 1320,59                 | −112,75                | −7,87            |
| 1995 | 1506,82                 | 186,23                 | 14,10            |
| 1996 | 1850,32                 | 343,50                 | 22,80            |
| 1997 | 2531,99                 | 681,67                 | 36,84            |
| 1998 | 3342,32                 | 810,33                 | 32,00            |
| 1999 | 4904,46                 | 1.562,14               | 46,74            |
| 2000 | 4772,39                 | −132,07                | −2,69            |
| 2001 | 3806,13                 | −966,26                | −20,25           |
| 2002 | 2386,41                 | −1.419,72              | −37,30           |
| 2003 | 2760,66                 | 374,25                 | 15,68            |
| 2004 | 2951,01                 | 190,35                 | 6,90             |
| 2005 | 3578,93                 | 627,92                 | 21,27            |
| 2006 | 4119,94                 | 541,01                 | 15,12            |
| 2007 | 4399,72                 | 279,78                 | 6,79             |
| 2008 | 2451,48                 | −1948,24               | −44,28           |
| 2009 | 2966,24                 | 514,76                 | 21,00            |
| 2010 | 2792,82                 | −173,42                | −5,85            |
| 2011 | 2316,55                 | −476,27                | −17,05           |
| 2012 | 2635,93                 | 319,38                 | 13,79            |
| 2013 | 3109,00                 | 473,07                 | 17,95            |
| 2014 | 3146,43                 | 37,43                  | 1,20             |
| 2015 | 3267,52                 | 121,09                 | 3,85             |
| 2016 | 3290,52                 | 23,00                  | 0,70             |
| 2017 | 3503,96                 | 213,44                 | 6,49             |
| 2018 | 3001,42                 | −502,54                | −14,34           |
| 2019 | 3748,47                 | 747,05                 | 24,89            |
| 2020 | 3571,59                 | −176,88                | −4,72            |
| 2021 | 4306,07                 | 734,48                 | 20,56            |
| 2022 | 3793,62                 | −504,79                | −11,74           |
| 2023 | 4521,65                 | 728,03                 | 19,19            |
| 2024 | 4895,98                 | 374,33                 | 8,28             |

## Zusammensetzung
Der EURO STOXX 50 setzte sich mit Stand April 2025 aus folgenden 50 Unternehmen zusammen:
| Name                 | Hauptsitz   | Branche                              | Indexgewicht in % | Logo |
| -------------------- | ----------- | ------------------------------------ | ----------------- | ---- |
| Adidas               | Deutschland | Privat- und Haushaltsgüter           | 0,81              |      |
| Adyen                | Niederlande | Industriegüter und -dienstleistungen | 1,04              |      |
| Ahold Delhaize       | Niederlande | Einzelhandel                         | 0,72              |      |
| Air Liquide          | Frankreich  | Chemie                               | 2,34              |      |
| Airbus               | Frankreich  | Industriegüter und -dienstleistungen | 2,56              |      |
| Allianz              | Deutschland | Versicherungen                       | 3,06              |      |
| Anheuser-Busch InBev | Belgien     | Nahrungsmittel und Getränke          | 2,30              |      |
| ASML                 | Niederlande | Technologie                          | 5,21              |      |
| Axa                  | Frankreich  | Versicherungen                       | 1,96              |      |
| Banco Santander      | Spanien     | Banken                               | 2,12              |      |
| BASF                 | Deutschland | Chemie                               | 0,86              |      |
| Bayer                | Deutschland | Gesundheit                           | 0,47              |      |
| BBVA                 | Spanien     | Banken                               | 1,60              |      |
| BMW                  | Deutschland | Automobilindustrie                   | 0,91              |      |
| BNP Paribas          | Frankreich  | Banken                               | 1,85              |      |
| Danone               | Frankreich  | Nahrungsmittel und Getränke          | 1,11              |      |
| Deutsche Börse       | Deutschland | Börsen                               | 1,16              |      |
| Deutsche Post        | Deutschland | Industriegüter und -dienstleistungen | 0,98              |      |
| Deutsche Telekom     | Deutschland | Telekommunikation                    | 3,68              |      |
| Enel                 | Italien     | Versorger                            | 1,72              |      |
| Eni                  | Italien     | Öl und Gas                           | 0,87              |      |
| EssilorLuxottica     | Frankreich  | Gesundheit                           | 2,67              |      |
| Ferrari              | Italien     | Automobilindustrie                   | 1,60              |      |
| Hermès               | Frankreich  | Luxusgüter                           | 5,71              |      |
| Iberdrola            | Spanien     | Versorger                            | 2,20              |      |
| Inditex              | Spanien     | Einzelhandel                         | 3,38              |      |
| Infineon             | Deutschland | Technologie                          | 0,80              |      |
| ING Groep            | Niederlande | Banken                               | 1,24              |      |
| Intesa Sanpaolo      | Italien     | Banken                               | 1,79              |      |
| Kering               | Frankreich  | Einzelhandel                         | 0,47              |      |
| L’Oréal              | Frankreich  | Privat- und Haushaltsgüter           | 4,24              |      |
| LVMH                 | Frankreich  | Privat- und Haushaltsgüter           | 5,62              |      |
| Mercedes-Benz Group  | Deutschland | Automobilindustrie                   | 1,11              |      |
| Münchener Rück       | Deutschland | Versicherungen                       | 1,83              |      |
| Nokia                | Finnland    | Technologie                          | 0,58              |      |
| Nordea               | Finnland    | Banken                               | 0,91              |      |
| Pernod Ricard        | Frankreich  | Nahrungsmittel und Getränke          | 0,53              |      |
| Prosus               | Niederlande | Technologie                          | 2,13              |      |
| Safran               | Frankreich  | Industriegüter und -dienstleistungen | 2,07              |      |
| Saint-Gobain         | Frankreich  | Industriegüter und -dienstleistungen | 1,03              |      |
| Sanofi               | Frankreich  | Gesundheit                           | 2,67              |      |
| SAP                  | Deutschland | Technologie                          | 6,16              |      |
| Schneider Electric   | Frankreich  | Industriegüter und -dienstleistungen | 2,69              |      |
| Siemens              | Deutschland | Industriegüter und -dienstleistungen | 3,34              |      |
| Stellantis           | Italien     | Automobilindustrie                   | 0,54              |      |
| TotalEnergies        | Frankreich  | Öl und Gas                           | 2,68              |      |
| Unicredit            | Italien     | Banken                               | 1,87              |      |
| Vinci                | Frankreich  | Baugewerbe und -stoffe               | 1,56              |      |
| Volkswagen (Vorzüge) | Deutschland | Automobilindustrie                   | 0,42              |      |
| Wolters Kluwer       | Niederlande | Medien                               | 0,84              |      |